# Lianmai
Lianmai (kinesiska: 莲麦) är en köping i sydöstra Kina. Den ligger i Huaiji härad i staden Zhaoqing i provinsen Guangdong, omkring 150 kilometer nordväst om provinshuvudstaden Guangzhou. Antalet invånare är 32 394. Befolkningen består av 16 795 kvinnor och 15 599 män. Barn under 15 år utgör 36 %, vuxna 15-64 år 56 %, och äldre över 65 år 7,0 %.